# Lambaréné
Lambaréné je grad u Gabonu, glavni grad provincije Moyen-Ogooué. Nalazi se 75 km južno od ekvatora i 220 km jugoistočno od glavnog grada, Librevillea. Leži na rijeci Ogooué, u tropskoj kišnoj šumi.
Godine 1913. Albert Schweitzer, kasniji dobitnik Nobelove nagrade za mir, osnovao je u Lambarénéu bolnicu koja danas nosi njegovo ime i među vodećim je istraživačkim centrima u Africi, poznata po doprinosima svojih istraživača u patofiziologiji. U Lambarénéu je također tijekom neuspješnog državnog udara 1964. bio zatočen predsjednik Léon M’ba.
Glavna grana gospodarstva je riječno ribarstvo, a u izgradnji je i veća riječna luka.
Prema popisu iz 1993. godine, Lambaréné je imao 15.033 stanovnika. Većina stanovništva su Bantu crnci.

## Vanjske poveznice
- Medicinski istraživački centar pri bolnici Albert Schweitzer  Arhivirana inačica izvorne stranice od 14. ožujka 2007. (Wayback Machine) (engl.)